# Yevhen Khytrov
Yevhen Khytrov (en ukrainien : Євген Хитров) est un boxeur ukrainien né le 18 août 1988.

## Carrière
Sa carrière amateur est principalement marquée par un titre de champion du monde à Bakou en 2011 dans la catégorie poids moyens. Qualifié pour les Jeux olympiques de Londres en 2012, il est éliminé au second tour par le britannique  Anthony Ogogo. L'année suivante, Khytrov remporte la médaille de bronze aux championnats d'Europe de Minsk.

## Palmarès

### Championnats du monde
- Médaille d'or en -75 kg en 2011 à Bakou, Azerbaïdjan

### Championnats d'Europe
- Médaille de bronze en -75 kg en 2013 à Minsk, Biélorussie